# 遠藤庸治
遠藤 庸治（えんどう ようじ、嘉永2年10月11日〈1849年11月25日〉 - 1918年〈大正7年〉1月10日）は、大正時代から大正時代にかけて活動した官吏であり政治家である。初代仙台市長や、衆議院議員などを歴任した。

## 人物
江戸時代末期の仙台に生まれた。仙台藩校養賢堂に学び、幕末には戊辰戦争に参加した。
代言人（弁護士）、宮城県会議員、同議長を経て、1889年（明治22年）、初代・仙台市長に就任し、同職を2期務めた後、1903年（明治36年）に政友会・衆議院議員に転じた。さらに宮城県農工銀行の頭取を務めた後、1910年（明治43年）、仙台市長職に復し、1期務めて引退した。仙台市長在任中には、五大事業（市区整備、市営電気、市街電車、上下水道、公園緑地整備）を訴えたほか、1896年（明治29年）には仙台市徒弟実業学校（後の仙台市立仙台工業高等学校）や、仙台市簡易商業学校（後の仙台商業高等学校）を開校させた。また、宮城県内では、植林、養蚕、養豚を振興した。1907年（明治40年）には仙台市会議長を務めた。
遠藤は仙台市内で枝垂桜の一種、八重紅枝垂を植え増やしたことから、この櫻は「遠藤櫻」とも呼ばれるようにもなった。